# Trofeu Joan Antoni Samaranch
El Trofeu Joan Antoni Samaranch va ser una competició catalana de basquetbol organitzada per la Federació Catalana de Basquetbol (FCBQ) creada la temporada 1953-54 amb el nom de Lliga Barcelona en pista, nom que va dur durant les quatre primeres edicions. La copa, de plata, va ser donada des de la primera edició per Joan Antoni Samaranch, motiu pel qual va acabant rebent el seu nom.
Va suposar la desaparició d'altres dues competicions oficials dins el calendari de competicions catalanes: la Copa Orgaz i la Copa Hernán. Se celebrava les nits de dijous a la Sala Price de Barcelona, i comptava amb categories sènior i júnior. El trofeig s'adjudicava a l'equip que primer el guanyés tres vegades seguides o cinc d'alternes, i el Joventut el va guanyar per cinquena vegada el 1960 després de derrotar a la final a l'Aismalíbar. A partir de 1961 se l'anomenà II Trofeig Samaranch.
La desaparició del Campionat de Catalunya de primera categoria l'any 1957 va fer que derivés en una nova denominació. Des del 1960 fou conegut també com a Lliga catalana i la FCBQ el va considerar com a Campionat de Catalunya per als equips professionals. La darrera edició va ser la de la temporada 1966-67, tot i que la fase final es va acabar disputant l'estiu de 1969. Es dona la circumstància que el primer i l'últim guanyador va ser el mateix club: el Joventut de Badalona. De les 14 edicions que es van disputar, 10 les va guanyar l'equip badaloní. També el guanyaren el CB Aismalíbar, el CB Orillo Verde, el FC Barcelona, la Salle Josepets, el RCD Espanyol i el CE Laietà. Es considera la predecessora de l'actual Lliga catalana de bàsquet. El 1969 es va començar a disputar el III Trofeu Joan Antoni Samaranch, però els quatre semifinalistes (CF Barcelona, CB Manresa, Joventut-Nerva i Mataró Molfort's) no van arribar a disputar els encreuaments.
En un partit d'aquesta competició, l'any 1964, el CE Laietà va disputar el seu darrer partit a les instal·lacions del carrer Viladomat, guanyant el CC Gràcia per 70 a 33 i aconseguint el passe a la següent ronda.

## Llista de finals
| I Trofeig Samaranch  | I Trofeig Samaranch  | I Trofeig Samaranch  | I Trofeig Samaranch |
| Temporada            | Campió               | Finalista            | Resultat            |
| -------------------- | -------------------- | -------------------- | ------------------- |
| 1953-54              | Joventut de Badalona | RCD Espanyol         | 69-49               |
| 1954-55              | Joventut de Badalona | RCD Espanyol         | 68-59               |
| 1955-56              | RCD Espanyol         | Joventut de Badalona | 69-49               |
| 1956-57              | Joventut de Badalona | CF Barcelona         | 55-46               |
| 1957-58              | Joventut de Badalona | RCD Espanyol         | 43-41               |
| 1958-59              | CB Aismalíbar        | Orillo Verde         | 70-60               |
| 1959-60              | Joventut de Badalona | CB Aismalíbar        | 52-49               |
| II Trofeig Samaranch |                      |                      |                     |
| 1960-61              | Orillo Verde         | Joventut de Badalona | 55-54               |
| 1961-62              | Joventut de Badalona | RCD Espanyol         | 66-59               |
| 1962-63              | CB Aismalíbar        | Picadero JC          | 65-53               |
| 1963-64              | CB Aismalíbar        | Picadero JC          | 68-63               |
| 1964-65              | Joventut de Badalona | Picadero JC          | 74-70               |
| 1965-66              | Joventut de Badalona | Picadero JC          | 76-62               |
| 1966-67              | Joventut de Badalona | CD Mataró            | 92-55               |